# Свети Николай (Вронду)
„Свети Николай“ (на гръцки: Αγίου Νικολάου) е православна църква във Вронду, Егейска Македония, Гърция, част от Китроската, Катеринска и Платамонска епархия.

## История
Църквата е построена около 1700 година в старото село Палеа Вронду, като дървен храм.
Обновена е в 1879 година под формата на трикорабна сводеста каменна базилика с трем на юг и запад и плочи на пода. Покривът лежи на две успоредни редици от четири колони, свързани с дървени греди и покрити с местна плоча. Зидарията също е направена от местен варовик, докато камбанарията и олтарната част са изградени от протолит. Храмът има ценни врати, резбован иконостас, стенописи и амвон. Иконите са от 1931 година. В храма има и два каменни свещника от 1760 година с издялани дните на месеците и украсени със звезди.
В 1985 година храмът е обявен за защитен паметник на културата.